# Mecaphesa bubulcus
Mecaphesa bubulcus là một loài nhện trong họ Thomisidae.
Loài này thuộc chi Mecaphesa. Mecaphesa bubulcus được miêu tả năm 1970 bởi Suman.